# La Cabana (Boal)
La Cabana (oficialmente y en asturiano: A Cabana) es una casería perteneciente a la parroquia de Doiras, en el concejo de Boal, comarca de Eo-Navia, Principado de Asturias, España.